# تگرگ‌آب
تگرگ اب، روستایی است از توابع بخش گندمان شهرستان بروجن در استان چهارمحال و بختیاری ایران.

## جمعیت
این روستا در دهستان دوراهان قرار داشته و براساس آخرین سرشماری مرکز آمار ایران که در سال ۱۳۸۵ صورت گرفته، جمعیت آن ۱۱۹ نفر (۲۲خانوار) بوده‌است.